# Yasuhiro Kobayashi
Coba, Yasuhiro Kobayashi (小林 靖宏 Kobayashi Yasuhiro?, 29 de abril de 1959), es un músico japonés, acordeonista, compositor y arreglista. Su música ha vendido alrededor de 1 millón de discos compactos. Coba empezó a tocar el acordeón cuando tenía nueve años. A la edad de 18 años se mudó a Italia para perfeccionar sus habilidades musicales en una institución educativa local, al finalizar logró graduarse con honores.
En abril de 1979, coba ganó el concurso de acordeonistas en Japón. En septiembre de ese año obtuvo la misma condecoración en Italia y en octubre de 1980 fue reconocido como el mejor acordeonista en Austria.
Coba crea sus propias canciones y crea arreglos musicales de composiciones famosas. En 1990 colaboró con Björk  en las grabaciones de su álbum y viajó a más de sesenta países. A lo largo de su carrera coba también ha colaborado con el músico electrónico Goldie.
En 1996 la revista francesa «Nova Magazine» nombró «Roots» como el mejor álbum. En 2001 coba fue premiado como «el mejor Compositor del año» por sus melodías de acuerdo a los premios de la academia japonesa. En el año 2002 creó la música para Pokémon. En 2006 coba fue galardonado al premio «Voce d’oro» el cual reconoce a los acordeonistas más activos en el mundo.
Coba ha lanzado más de 30 álbumes. El considera que su música no pertenece a ningún género musical.

## Carrera
- 1979, primer lugar en el Concurso Internacional de Acordeón Alassio.
- 1980, primer lugar en la 30° Competencia Mundial de Acordeón.
- 1989, comienza su gira en Europa.
- 1991, debuta su álbum "Bajo la Sicilia del mes"  econ la discográfica Toshiba EMI.
- 1992, el álbum "Bajo la Sicilia del mes" es galardonado al Japón Record, obtiene el lugar 34°.
- 1995, participa con Bjork en su Tour Mundial.
- 1996, el álbum "Roots" ganó el "Radio Nova" como mejor álbum.
- 1999,  produjo el álbum "cabaret tecno".
- 2001, nominado a 24 premios de la Academia Japonesa de Música.
- 2002, produce la canción los "Amantes de fuelle".
- 2004, participación en el 85 aniversario en Italia  con el concierto "Victoria acordeón".
- 2006, galardonado al premio Italiano "Voce d'oro".
- 2007, colaboración con la orquesta sinfónica de Tokio.
- 2008, fundó la discográfica "Calmola Boscone".
- 2008, Izumi Tateno anunció la obra "árbol de la memoria".
- 2009, produjo el "cabaret virgen".
- 2009, produjo "alma del festival de música Mabuioto".
- 2010, produjo el "niño de onda".
- 2012, se cambió al sello Avex Trax.
- 2012, produjo el "sonido de alta Nagakute Rakukai".
- 2013, se trasladó a la discográfica Nippon Columbia.
- 2014, galardonado al premio Ango en la ciudad de Niigata.

## Enlaces
- Página web oficial
- Coba - Victoria Accordions

- Datos: Q3266783